# Ісабекова Макпал Абдиманаповна
Макпал Абдиманаповна Ісабекова (каз. Мақпал Исабекова) (нар. 21 лютого 1984 року, м. Панфілов, Казахська РСР, СРСР) — казахська естрадна співачка. Здобула популярність як учасниця проєкту «SuperStar KZ», акторка, телеведуча, лауреатка платинової премії Казахстану «Тарлан» (2004).

## Біографія
Народилася 21 лютого 1984 року в Жаркенті, Алматинської області, Казахської РСР. Батько Макпал — Абдиманап Ісабеков, художник, казах за національністю. Мати — Бібінур Сейдаханова, психологиня, уйгурка за національністю. В родині троє дітей, з яких Макпал — наймолодша. У 2003 році коли почався телевізійний проєкт «SuperStar KZ» (ліцензійний аналог британського «Pop Idol»), Макпал Ісабекова взяла участь у відборі і з легкістю увійшла в число фінальних 12 конкурсантів, але вибула на сьомому раунді в січні 2004 року. Після цього вона негайно зайнялася своєю музичною кар'єрою, з допомогою музичного продюсера Еріка Тастамбекова. У 2004 році була удостоєна призу глядацьких симпатій співробітників Казкомерцбанку — Генерального спонсора проекту «SuperStar KZ». Призом стала безкоштовна путівка на Олімпійські ігри в Греції. Своє перше відео на пісню «Була любов» Макпал Ісабекова  знімала в Туреччині, в Стамбулі.
В 2005 рік Макпал переживає послідовний підйом своєї кар'єри — вона знімається в Москві у відео свого сценічного партнера Бреусова «Серце, скажи», який восени 2005 потрапляє в жорстку ротацію російського «Муз ТВ». Також були зняті кліпи на пісні «Хто зупинить дощ?» (приблизна дата релізу — січень 2006), «Аяла» (в ротації з вересня 2005), «Про тебе» (приблизна дата релізу — 2006 р.), «Мен жайлы» (приблизна дата релізу — листопад 2005). [Архівовано 4 березня 2016 у Wayback Machine.].
Незабаром вийшов дебютний альбом («Перший поцілунок», 2005) був успішним у Казахстані. Участь на щорічному музичному фестивалі «Нова хвиля 2005», що проводився в Юрмалі (Латвія) принесло Макпал Ісабековій популярність і за межами країни. Незважаючи на те, що експертне журі присудило їй за підсумками трьох днів лише дев'яте місце, вона отримала Приз глядацьких симпатій (Золотий перстень з великим діамантом дизайну Стефана Річі) [недоступне посилання з лютого 2019] і була прийнята на батьківщині з великим ентузіазмом і отримала премію «Алтин Адам» на фестивалі «Вибір Року» в місті Алма-Аті.
2006 рік — незалежна премія меценатів Казахстану «Тарлан» у музичній категорії «Нове ім'я — надія». У 2007 році за версією чоловічого журналу «Esquire Казахстан» стала «Співачкою року» [http://www.express-k.kz/show_article.php?art_id=8801%5Bнедоступне+посилання+з+лютого+2019%5D][недоступне посилання з серпня 2019]. У 2008 році працювала з відомим російським продюсером Домініком Джокером (хіт «Нескінченність» — приз «Музична фішка»)  [Архівовано 11 червня 2018 у Wayback Machine.]. На початку 2009 року Макпал Ісабекова  працювала в Москві з екс-«Руки вгору!» Сергієм Жуковим (проєкт MAKI, хіт «Мені не боляче») . Навесні 2009 року Макпал стала обличчям Sunsilk. Влітку 2009 року надійшла на естрадний факультет Гітісу (Москва) . 28 травня 2009 року в Палаці Республіки міста Алмати відбувся сольний концерт Макпал Ісабекової.
У 2014 році співачка зіграла головну роль у фільмі «Загнаний» в жанрі драма-екшн режисера Сапара Толегена більш відомого, як кліпмейкер. Для цієї ролі Макпал багато репетирувала, більше року займалася з тренером по боксу, теквондо і джіу-джитсу. Фільм знятий за підтримки організації «ООН жінки». Макпал знялася в картині абсолютно безкоштовно, надавши тим самим підтримку режисерові-дебютанту. Зйомки фільму проходили в трьох містах Казахстану: Астані, Актобе і Шимкенті. В 2015 році Макпал зіграла одну з жіночих ролей у серіалі під назвою «Казина». Зйомки проходили на півострові Мангістау. На IV Євразійської музичної премії телеканалу MUZZONE EMA-2015,в номінації «Кращий дует» переможцями стали Дільназ Ахмадієва і Макпал Ісабекова. У березні того ж року Макпал Ісабекова стала офіційним обличчям нової лінії жіночого одягу мережі магазинів SeoulSound в Алмати. В 2016 році стала одним з наставників I Національного дитячого пісенного конкурсу «Балу дауысы». У вересні 2016 року вона була запрошена на дубляж анімаційного фільму «Моана» від Disney казахською мовою, з іншими відомими зірками Казахстану.

## Особисте життя
Неодружена, дітей не має.

## Дискографія
- «Перший поцілунок», 2005.
- «Мен жайлы» (Про мене), 2008 .
- «Відлітаю», 2009.